# Batangas (prowincja)

Prowincja Batangas na mapie Filipin

Batangas – prowincja na Filipinach w regionie CALABARZON, położona w środkowej części wyspy Luzon.
Od zachodu i południa granicę wyznacza Morze Południowochińskie, od północy prowincja Cavite, od wschodu prowincje Laguna i Quezon. Powierzchnia: 3119,72 km². Liczba ludności: 2 245 869 mieszkańców (2007). Gęstość zaludnienia wynosi 719,9 mieszk./km². Stolicą prowincji jest Batangas.